# ميرفين موريس
ميرفين موريس (بالإنجليزية: Mervyn Morris)‏ هو كاتب وشاعر جامايكي، ولد في 1937 في كينغستون في جامايكا.